# Ibănești (Mureș)
Ibănești é uma comuna romena localizada no distrito de Mureș, na região histórica da Transilvânia. A comuna possui uma área de 313.15 km² e sua população era de 4441 habitantes segundo o censo de 2007.